# Camponotus wildae
Camponotus wildae är en myrart som beskrevs av Horace Donisthorpe 1948. Camponotus wildae ingår i släktet hästmyror, och familjen myror. Inga underarter finns listade.

## Bildgalleri

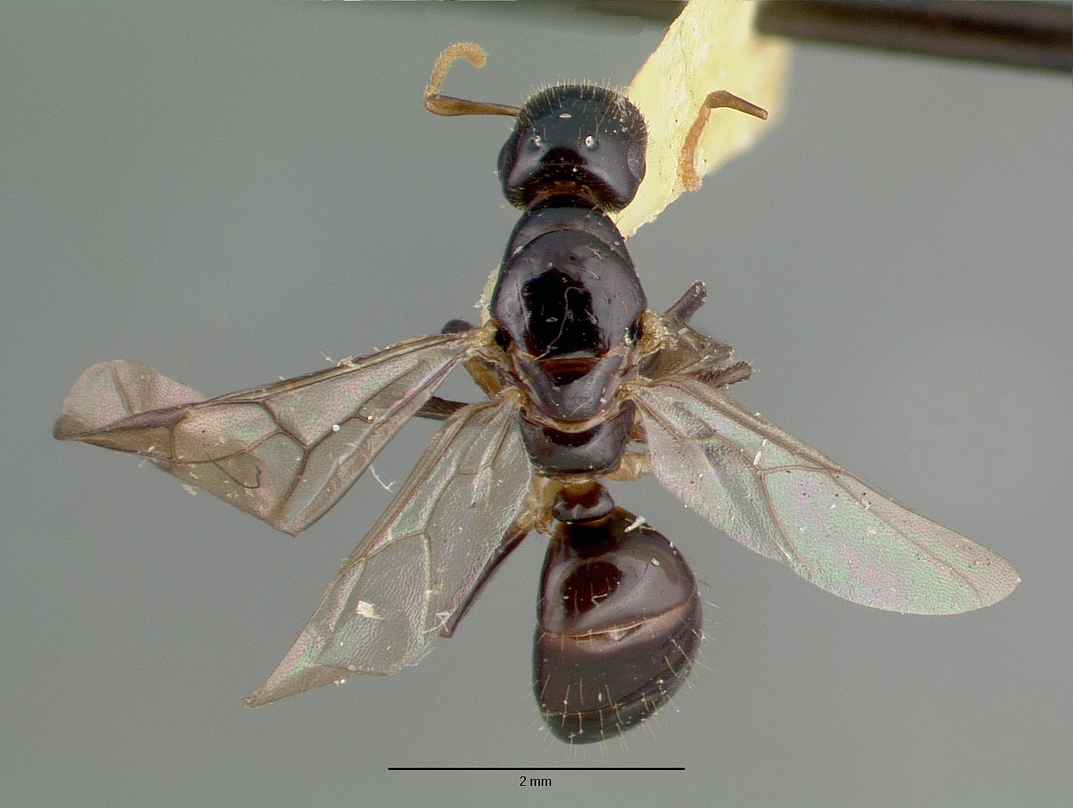
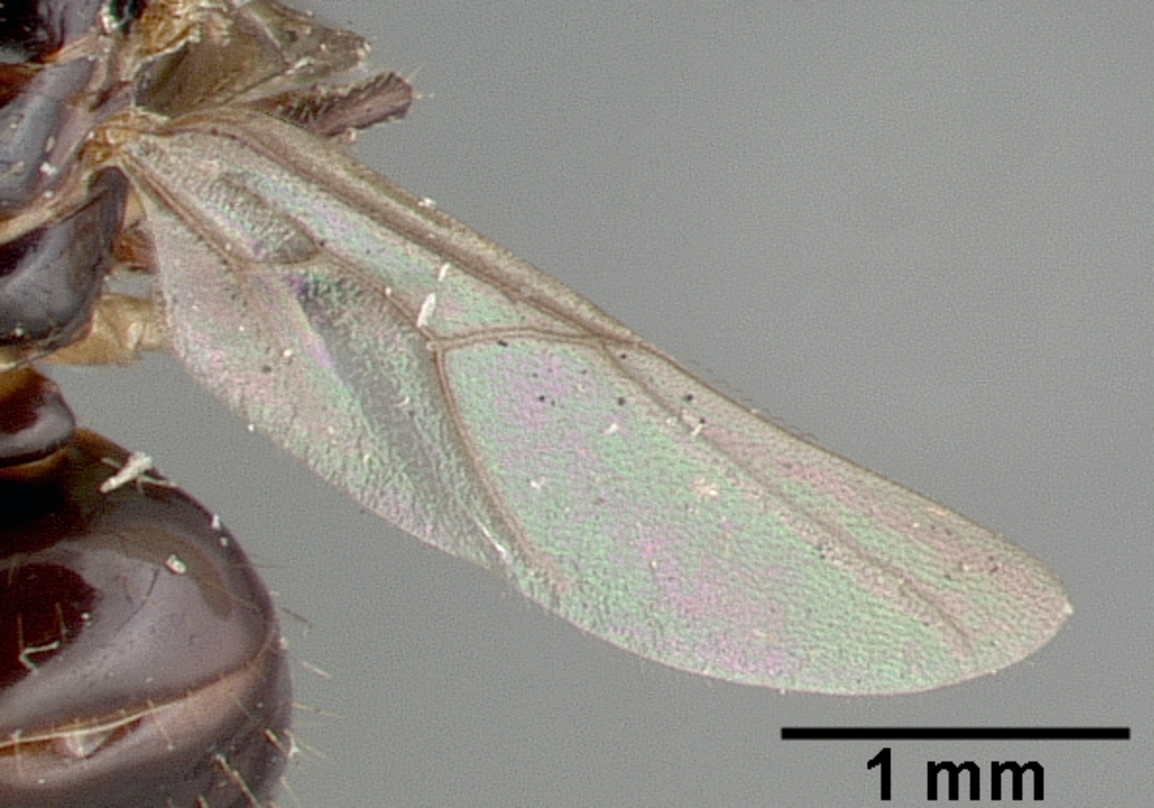
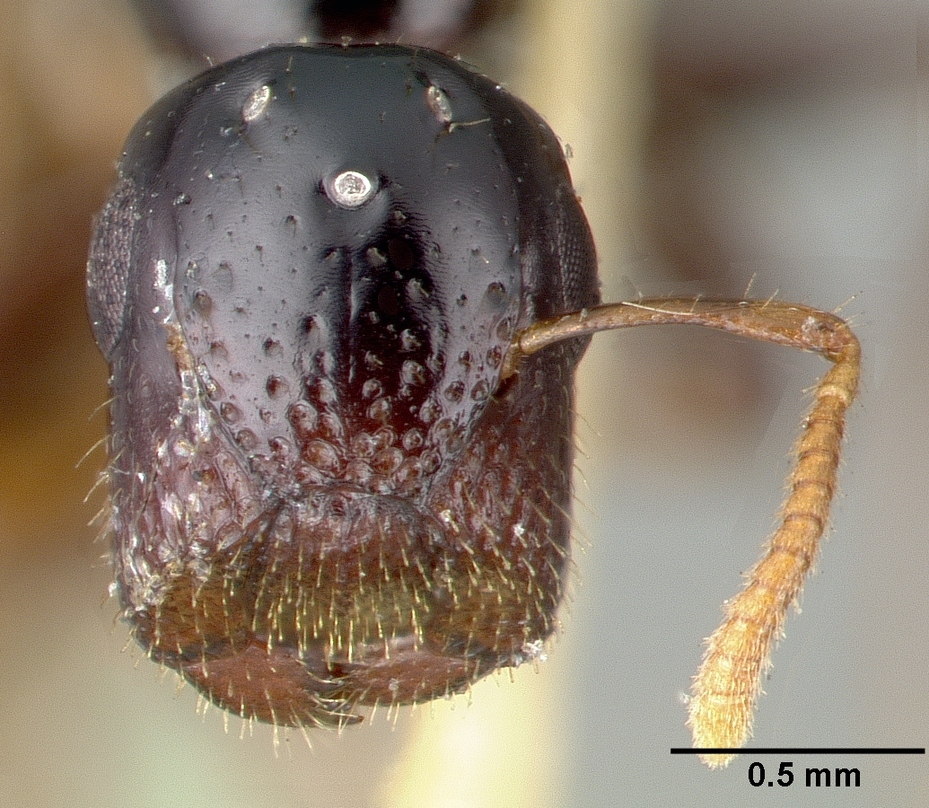
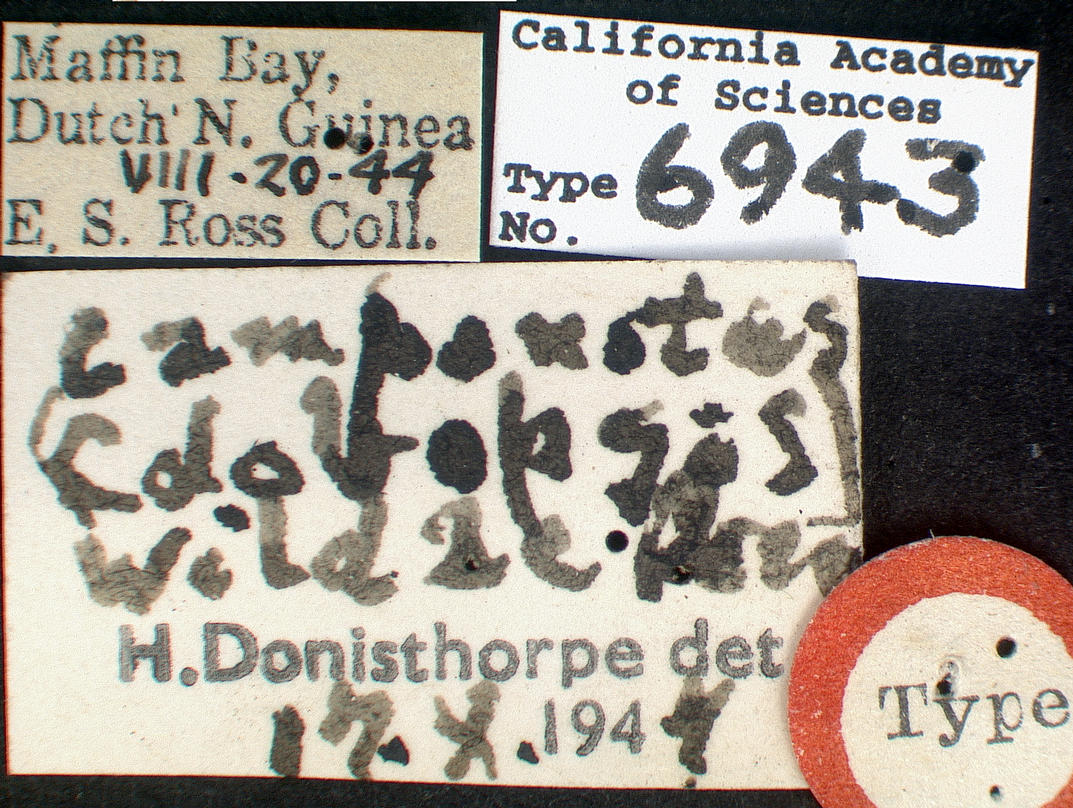
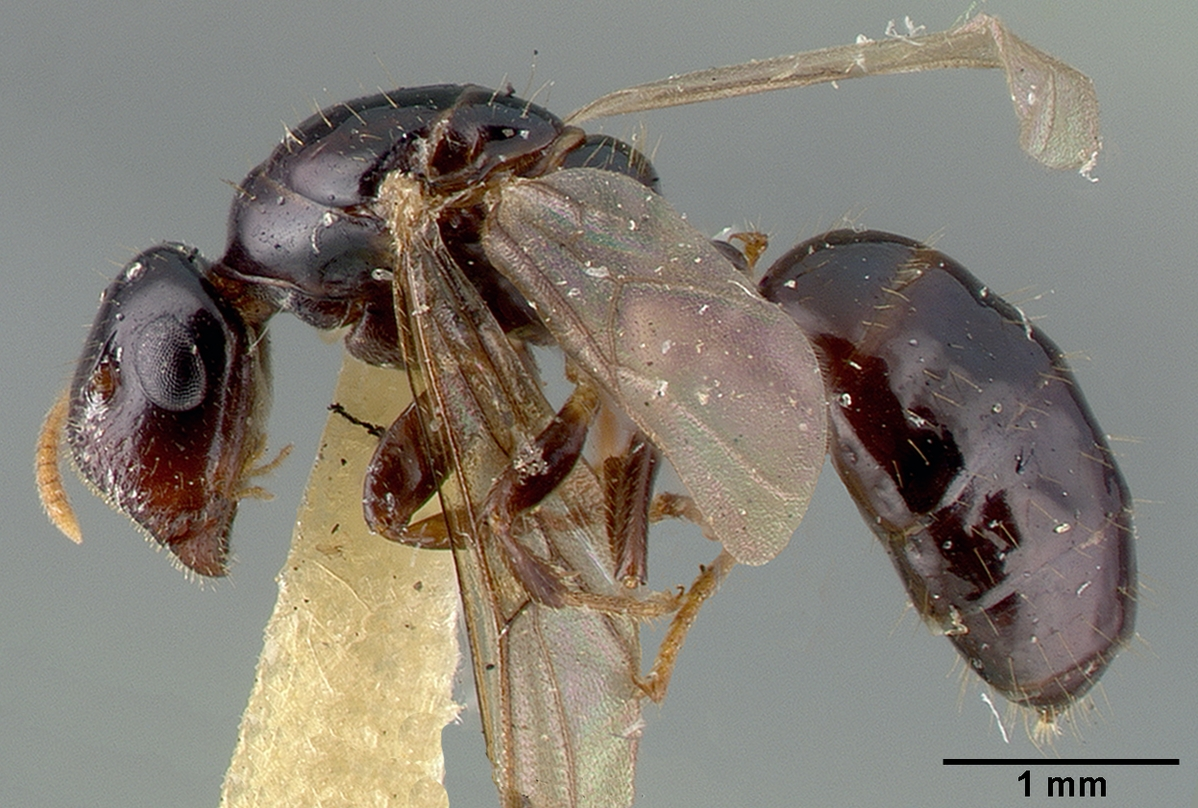